# Corps en tous genres
Corps en tous genres est la traduction française du livre Sexing the Body: Gender Politics and the Construction of Sexuality, publié en 2000 aux États-Unis par Anne Fausto-Sterling, biologiste, historienne des sciences, féministe engagée et professeure émérite à l’Université Brown. 
En expliquant la biologie de la sexuation et ses infinies variations, et le traitement social et médical des personnes intersexes, l'autrice conteste l'opposition habituelle sexe/genre et la binarité prétendument « naturelle » du sexe biologique, qui est selon elle une construction sociale. 
L'autrice démontre que le savoir scientifique n'est pas objectif mais situé : même en biologie, les « faits » concernant la sexuation sont décrits dans un certain contexte, celui d'une société genrée et sexiste. Ainsi, les médecins et biologistes ont participé à la fabrique du genre.

## Présentation générale
L'ouvrage, à la fois militant et érudit, s'adresse au grand public, avec « un soin évident pour la pédagogie », mais aussi aux scientifiques spécialistes du féminisme et de la sexualité,, et se caractérise par une « écriture à la fois rigoureuse et caustique »,,  agrémentée de dessins humoristiques et de très nombreuses notes détaillées,, regroupées en fin d'ouvrage. Il est « une réflexion sur la construction des identités, des sexes, des comportements sexuels, et, finalement, du genre lui-même ».

## Contenu
Dans le chapitre 1, l’autrice aborde la complexité des dualismes habituels sexe/genre, nature/culture et réel/construit,,, en évoquant en particulier le cas de l'athlète Maria Patino, qui avait « échoué » au test de féminité des jeux olympiques de 1988,. Le discours est donc totalement distinct de celui des féministes de la deuxième vague, pour qui la distinction entre genre social et sexe biologique était un outil théorique d’émancipation.
Dans les trois chapitres suivants, elle explique longuement les limites de la binarité homme / femme; elle montre qu'il existe en fait non pas deux sexes mais un continuum sexuel, comme en témoignent les nombreuses variations du développement chez les personnes intersexes, longtemps qualifiées d’« hermaphrodites ». Elle retrace en détail l’histoire de l’intersexuation depuis l'antiquité. Les médecins contemporains renforcent artificiellement la croyance en une binarité du sexe en cherchant à transformer par la chirurgie, très tôt après la naissance, ces enfants en homme ou en femmes (p. 51), avec cependant de grandes différences de traitement en fonction de la période, du pays et de l’influence de l’État et de l’Église. Mais les critères qui permettent de distinguer le plus précocement possible un garçon d'une fille correspondent à des définitions de nature sociale : typiquement la forme de l'appareil génital et la taille du pénis ou du clitoris (p. 86),. S'appuyant sur cette remise en question des idées reçues sur la binarité sexuelle et sur les expériences de vie de personnes intersexes qui témoignent de maltraitance médicale, l'autrice milite pour l’arrêt des mutilations des enfants intersexes, en proposant que l'enfant intersexe soit assigné à un genre « probable », jusqu'à ce qu'il ou elle soit assez âgée pour s'auto-identifier, et, éventuellement, demander un changement d'état civil,,.
Le chapitre 5 concerne les recherches des biologistes sur le cerveau humain,. Elle critique en particulier les théories sur les corps calleux du cerveau, qui seraient plus gros chez l’homme que chez la femme, et l'utilisation qui a été faite de ces théories. L'autrice revient aux sources des théories scientifiques en examinant dans chaque cas qui sont leurs auteurs, quelle est leur sensibilité politique, qui les a financés, etc.  Elle arrive ainsi à montrer comment le contexte social d'une recherche scientifique peut avoir un effet sur ses conclusions,. La biologiste regrette que « les savants ne se contentent pas de lire la nature pour y trouver des vérités à appliquer au monde social, mais qu’ils se servent des vérités issues de nos relations sociales pour structurer, lire et interpréter la nature » (p. 140).
Dans les chapitres 6, 7 et 8, Anne Fausto-Sterling s'intéresse aux aspects hormonaux, génétiques et morphologiques du sexe biologique, expliquant comment les scientifiques ont construit le concept de corps sexué dans des contextes sociaux et culturels donnés, construction qui illustre principalement leurs attentes en matière de différences biologiques et de différences de genre (p. 168).
Dans le dernier chapitre, l'autrice s’interroge sur son propre intérêt pour le sujet et plaide pour le développement d'un travail interdisciplinaire qui permettra de compléter notre savoir sur la sexuation.

## Réception

### En France
La traduction française est publiée en plein débat sur le mariage pour tous, à un moment où les détracteurs de la prétendue théorie du genre affirment que l'individu se construit dans un cadre spirituel et biologique immuable qui différencie les hommes des femmes,, alors que le livre remet justement en question le caractère naturel de la distinction mâle/femelle et les oppositions classiques sexe/genre, nature/culture,,.